# Jean de Breteuil
Jean de Breteuil (París, 15 de noviembre de 1949 - Tánger, Marruecos, 25 de junio de 1972) fue un noble francés, precoz playboy y traficante de drogas, que desde mediados de los años 1960 y hasta su muerte, proporcionó droga a los miembros de la farándula y la alta sociedad europea y estadounidense.

## Vida
Jean de Breteuil, apodado por sus conocidos estadounidenses "Yonqui Aristo", descendía del Marqués de Breteuil. En 1960, heredó el título de Conde a la muerte de su padre. Su familia era propietaria de la mayor cadena de periódicos en francés que se publicaban en el Magreb francés (Marruecos, Argelia y Túnez).
Se registró oficialmente como estudiante de la UCLA en Los Ángeles, EE. UU., pero en realidad se dedicaba a satisfacer su adicción a la heroína y a proveer de ella, y de hachís que traía de Marruecos, a las principales bandas musicales inglesas y estadounidenses que recalaban en París, Londres y Los Ángeles. Keith Richards era uno de sus principales clientes. En 1971 residió una temporada en la villa del guitarrista de los Rolling Stones en la Riviera Francesa, entregándole heroína tailandesa.

## Muerte de Jim Morrison
Se encontraba en un hotel parisino cuando Pamela Courson, a la que introdujo en el consumo, amante y cliente, le llamó solicitando su ayuda el 3 de julio de 1971 sobre las siete de la mañana. Su novio, Jim Morrison, cantante de The Doors, no respiraba. Según su entonces novia, Marianne Faithfull, Breteuil le había proporcionado la dosis que lo mató. Al parecer, Breiteuil ayudó a la chica a deshacerse de todas las dosis que escondían en el piso, antes de abandonar el país precipitadamente.
En sus memorias, Marianne Faithfull dijo de él: "Jean era un hombre horrible, como salido de debajo de una piedra. Le conocí en casa de Talitha Getty. Era su amante y de alguna forma acabé con él. Lo que más me gustó es que tenía un ojo amarillo, otro verde- y un montón de droga. Todo era cuestión de drogas y sexo. Era muy francés y muy sociable. Solo estaba conmigo porque yo había estado con Mick Jagger. Estaba obsesionado con todo eso, como muchos gabachos".

## Muerte
El Conde Jean de Breteuil murió en la mansión familiar en Tánger, Marruecos, en 1972, apenas un año después de la muerte de Jim Morrison, también de sobredosis. Tenía 22 años.